# Willi Törnig

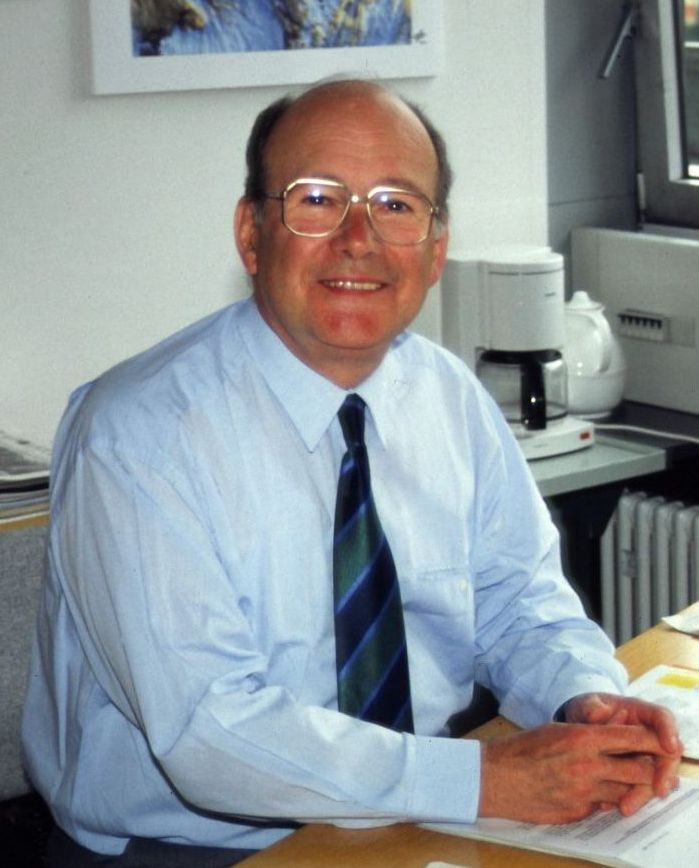
Willi Törnig (Mathematiker), Darmstadt, 1996

Willi Törnig (* 11. Februar 1930 in Menden (Sauerland); † 2. April 2018 in Freiburg im Breisgau) war ein deutscher Mathematiker, der sich mit numerischer Mathematik beschäftigte.

## Leben
Willi Törnig wurde 1958 an der damaligen Bergakademie Clausthal in Clausthal-Zellerfeld bei Hermann König promoviert (Zur numerischen Behandlung von Anfangswertproblemen partieller hyperbolischer Differentialgleichungen zweiter Ordnung in zwei unabhängigen Veränderlichen). 1962 habilitierte er ebenfalls in Clausthal. 1967 wurde er ordentlicher Professor an der RWTH Aachen und Direktor des Zentralinstituts für Angewandte Mathematik (ZAM) der Kernforschungsanlage Jülich. Ab 1972 war er an der TU Darmstadt.
- 1984–1986: Vizepräsident des Deutschen Hochschulverbandes,
- 1988 und 1989: Präsident der Deutschen Mathematiker-Vereinigung,
- 1994: Hon. Member ECMI
- Mitherausgeber von Math. Meth. Appl. Sciences (Verlag Teubner) und Surveys on Mathematics for Industry (Springer Verlag).

## Schriften
- mit Peter Spelucci: Numerische Mathematik für Ingenieure und Physiker. 2 Bände, Springer Verlag, Band 1, 1988  (Numerische Methoden der Algebra), Band 2, 1990 (Numerische Methoden der Analysis)
- mit Spelucci: Eigenwertberechnung in den Ingenieurwissenschaften: mit einer Einführung in die Numerik linearer Gleichungssysteme. Teubner, 1985
- mit Michael Gipser, Bernhard Kaspar: Numerische Lösung von partiellen Differentialgleichungen der Technik: Differenzenverfahren, finite Elemente und die Behandlung großer Gleichungssysteme. Teubner, 1985, 1991
- Anfangswertprobleme bei gewöhnlichen und partiellen Differentialgleichungen, in: Robert Sauer, Istvan Szabo: Die mathematischen Hilfsmittel des Ingenieurs, Band 2, Springer Verlag 1969